# Spilogona pubiceps
Spilogona pubiceps är en tvåvingeart som först beskrevs av Stein 1911.  Spilogona pubiceps ingår i släktet Spilogona och familjen husflugor. Inga underarter finns listade i Catalogue of Life.